# Malta (Drvenik)
Malta je otočić u Drveničkom kanalu (Jadransko more), na spojnici koja čini sjevernu među Drveničkih vrata.
Sa zapadne strane se nalazi otok Drvenik Mali, sa sjeverne Drvenički kanal, s istočne strane Drvenik Veli, a s južne su Drvenička vrata.
Najviši vrh je 8 metara.